# Sci Fiction
Sci Fiction was een online-tijdschrift voor sciencefiction. De redacteur van het tijdschrift is Ellen Datlow die voorheen twee andere 'webzines' had geredigeerd: de online variant van OMNI en Event Horizon. 
Het tijdschrift werd gelanceerd in 2000 en maakte naam toen Linda Nagata met Goddesses de Nebula Award voor beste novelle van 2000 won. Dit was de eerste keer dat een Nebula werd gewonnen met een werk dat origineel gepubliceerd was op een website. In 2002 won Ellen Datlow haar eerste Hugo Award voor beste redacteur. In 2003 kregen drie verhalen van de webzine prijzen: de Nebula Award voor het beste korte verhaal (What I Didn't See van Karen Joy Fowler), de Nebula voor beste novelette (The Empire of Ice Cream door Jeffrey Ford) en de Theodore Sturgeon Award voor de novelle Over Yonder van Lucius Shepard . In 2005 won Sci Fiction een Hugo voor beste website. Ellen Datlow won in dat jaar haar tweede Hugo en haar eerste Locus Award als beste redacteur.